# Близанци
Вижте пояснителната страница за други значения на Близнаци.
Близанци (на македонска литературна норма: Близанци) е село в източната част на Северна Македония, община Кратово.

## География
Близанци е малко село, разположено на 4 километра югоизточно от общинския център град Кратово в най-южните склонове на Осогово.

## История
Селото е споменато като Близнанско сред владенията на манастира „Свети Гаврил Лесновски“ в грамота на деспот Константин Драгаш от 1381 г.
В XIX век Близанци е малко изцяло българско село в Кратовска кааза на Османската империя. Според статистиката на Васил Кънчов („Македония. Етнография и статистика“) от 1900 г. Близанци има 90 жители, всички българи християни.
В началото на XX век население на селото са под върховенството на Българската екзархия. По данни на секретаря на екзархията Димитър Мишев („La Macédoine et sa Population Chrétienne“) през 1905 година в Близанци (Blizantzi) има 32 българи екзархисти. При избухването на Балканската война един човек от Близанци е доброволец в Македоно-одринското опълчение.
В 1913 година селото попада в Сърбия.
Според преброяването от 2002 година селото има 6 жители.